# Asamblea Constituyente de 1978 (Perú)
La Asamblea Constituyente de 1978 fue la décima Asamblea Constituyente del Perú, convocada por el gobierno del general Francisco Morales Bermúdez, para facilitar el retorno de la democracia, tras una década del Gobierno Revolucionario de la Fuerza Armada. Se instaló el 28 de julio de 1978 y fue presidida por Víctor Raúl Haya de la Torre, líder histórico del partido aprista. Su principal misión fue elaborar una nueva carta magna en reemplazo de la Constitución de 1933. Esta nueva Constitución fue sancionada y promulgada el 12 de julio de 1979, y entró en vigencia el 28 de julio de 1980, al inaugurarse el gobierno constitucional del arquitecto Fernando Belaúnde Terry. Estuvo vigente hasta 1992.

## Elecciones de la Constituyente
A fines de 1977 el gobierno del general Francisco Morales Bermúdez convocó a elecciones para conformar una Asamblea Constituyente. Los ciudadanos peruanos elegirían a los cien representantes o diputados que formarían dicha Asamblea. Las elecciones se realizaron participando el Partido Aprista Peruano (PAP), el Partido Popular Cristiano (PPC), Partido Demócrata Cristiano (PDC), y varios grupos de izquierda, entre ellos el Frente Obrero Campesino Estudiantil Popular (FOCEP), el Partido Socialista Revolucionario (PSR), el Partido Comunista Peruano (PCP), el Frente Nacional de Trabajadores y Campesinos (FRENATRACA) y la Unidad Democrática Popular (UDP). También postularon las agrupaciones Acción Revolucionaria Socialista (ARS) y Partido Democrático Reformista (PDR).
El APRA obtuvo 37 escaños, correspondiéndole a su líder Haya de la Torre, de 83 años, presidir el hemiciclo al lograr la mayor votación preferencial. El PPC obtuvo 25 escaños, el FOCEP 12, PSR y PCP 6 cada uno y los restantes estaban repartidos entre los grupos minoritarios. La ARS y el PDR no obtuvieron ningún escaño.

## Instalación
El 28 de julio de 1978 se instaló la Asamblea Constituyente. Haya de la Torre, en su discurso inaugural, hizo públicas críticas al gobierno revolucionario de las Fuerzas Armadas. «El pueblo, al votar el 18 de junio, hizo una auténtica revolución: recuperar el ejercicio de una soberanía que le fuera negada hace diez años», exclamó para agregar luego que solamente si la Asamblea «es autónoma, soberana y libre podrá cumplir el claro mandato renovador con el que la ha investido el pueblo». Dijo, de manera terminante: «La Asamblea Constituyente no admite condicionamientos, limitaciones ni parámetros; ningún mandato extraño a su seno puede recortar sus potestades; no reconoce poderes por encima de ella misma».
Los constituyentes acordaron limitarse a elaborar y discutir el nuevo texto constitucional, y no a dar leyes como Congreso Ordinario (es decir, rehusaron el ejercicio del Poder Legislativo, que la dictadura militar se arrogaba para sí). Por su parte, el gobierno respetó la libertad y, en particular, la autonomía que Haya reclamó para la Asamblea.

## Composición

### Junta directiva
- Víctor Raúl Haya de la Torre, presidente.
- Luis Alberto Sánchez, primer vicepresidente.
- Ernesto Alayza Grundy, segundo vicepresidente.

### Comisión Constitucional[3]
Presidente
- Luis Alberto Sánchez

Secretario 
- Andrés A. Aramburú Menchaca

Relator
- Luis Rivera Tamayo

Miembros
- Ramiro Prialé Prialé
- Fernando León de Vivero
- Andrés Townsend Ezcurra
- Enrique Chirinos Soto
- Julio Cruzado Zavala
- Jorge Lozada Stanbury
- Mario Polar Ugarteche
- Ernesto Alayza Grundy
- Roberto Ramírez del Villar
- Rafael Vega García
- Celso Sotomaryor Chávez
- Héctor Cornejo Chávez
- Javier Ortiz de Zevallos
- Ricardo César Napuri Shapiro
- Antonio Meza Cuadra Velásquez
- Carlos Malpica Silva Santisteban
- Genaro Ledesma Izquieta
- Jorge Del Prado Chávez
- Carlos Enrique Melgar López
- Javier Valle-Riestra Gonzáles-Olaechea
- Roger Cáceres Velásquez
- Víctor Freundt Rosell

### Representantes a la Asamblea Constituyente
Partido Aprista Peruano
- 1. Víctor Raúl Haya de la Torre
- 2. Ramiro Prialé Prialé
- 3. Andrés Townsend Ezcurra
- 4. Fernando León de Vivero
- 5. Carlos Manuel Cox Roose
- 6. Luis E. Heysen Incháustegui
- 7. Carlos Enrique Melgar
- 8. Carlos Enrique Ferreyros
- 9. Javier Valle Riestra González Olaechea
- 10. Luis Rodríguez Vildosola
- 11. Héctor Vargas Haya
- 12. Humberto Carranza Piedra
- 13. Eulogio Tapia Olarte
- 14. Lucio Muñiz Flores
- 15. Luis Rivera Tamayo
- 16. Jorge Lozada Stanbury
- 17. Alfonso Ramos Alva
- 18. Alan García Pérez
- 19. Gustavo García Mundaca
- 20. Mario Peláez Bazán
- 21. Julio Cruzado Zavala
- 22. Luis Alberto Sánchez Sánchez
- 23. Romualdo Biaggi Rodríguez
- 24. Guillermo Baca Agutnaga
- 25. Jorge Torres Vallejo
- 26. Saturnino Berrospi Mendez
- 27. Carlos Roca Cáceres
- 28. Urbino Julve Ciriaco
- 29. Lucio Galarza Villar
- 30. Arnaldo Alvarado Degregori
- 31. Luis Negreiros Criado
- 32. Josmel Muñoz Cordova
- 33. Enrique Chirinos Soto
- 34. Francisco Chirinos Soto
- 35. Víctor Arturo Miranda Valenzuela
- 36. Pedro Arana Quiroz
- 37. César Vizcarra Vargas

Partido Popular Cristiano
- 38. Luis Bedoya Reyes
- 39. Federico Tovar Freire
- 40. Xavier Barrón Cebreros
- 41. Alberto Thorndike Elmore
- 42. Andrés Aramburu Menchaca
- 43. Clohaldo Salazar Penailillo
- 44. Mario Polar Ugarteche
- 45. Roberto Ramírez del Villar Beaumont
- 46. Oscar Olivares Montano
- 47. Edwin Montesinos Ruiz
- 48. Rafael Vega García
- 49. Lauro Muñoz Garay
- 50. Ernesto Alayza Grundy
- 51. Moisés Woll Dávila
- 52. Manuel Kawashita Nagano
- 53. Pedro Gotuzzo Fernandini
- 54. Gabriela Porto Cárdenas de Power
- 55. Rafael Risco Boado
- 56. Genix Ruiz Hidalgo
- 57. Miguel Ángel Arévalo del Valle
- 58. Jorge Neyra Bisso
- 59. Celso Sotomarino Chávez
- 60. Armando Buendía Gutiérrez
- 61. Miguel Ángel Mufarech Nemy
- 62. Rubén Chang Gamarra

Frente Obrero Campesino Estudiantil Popular
- 63. Hugo Blanco Galdos
- 64. Genaro Ledesma Izquieta
- 65. Magda Benavides Morales
- 66. Hernán Cuentas Anci
- 67. German Chamba Calle
- 68. Ricardo Napuri Schapiro
- 69. Enrique Fernández Chacón
- 70. Juan Cornejo Gómez
- 71. César Augusto Mateu Moya
- 72. Romain Ovidio Montoya Chávez
- 73. Victoriano Lázaro Gutiérrez
- 74. Saturnino Paredes Macedo

Partido Comunista Peruano
- 75. Raúl Acosta Salas
- 76. Eduardo Castillo Sánchez
- 77. Luis Alberto Delgado Béjar
- 78. Jorge del Prado Chávez
- 79. Isodoro Gamarra Ramírez
- 80. Alejandro Olivera Vila

Partido Socialista Revolucionario
- 81. Antonio Aragón Gallegos
- 82. Miguel Echeandía Urbina
- 83. Avelino Mar Arias
- 84. Antonio Meza Cuadra
- 85. Leonidas Rodríguez Figueroa
- 86. Alberto Ruiz Eldredge

Unidad Democrática Popular
- 87. Carlos Malpica Silva Santisteban
- 88. Javier Díez-Canseco Cisneros
- 89. Ricardo Díaz Chávez
- 90. Víctor Cuadros Paredes

Frente Nacional De Trabajadores Y Campesinos
- 91. Pedro Cáceres Velásquez
- 92. Roger Cáceres Velásquez
- 93. Ernesto Sánchez Fajardo
- 94. Jesús Veliz Lizarraga

Partido Demócrata Cristiano
- 95. Héctor Cornejo Chávez
- 96. Carlos Arturo Moretti Ricardi

Movimiento Democrático Peruano
- 97. Marco Antonio Garrido Malo
- 98. Javier Ortiz de Zevallos Thorndike

Unión Nacional Odriísta
- 99. Manuel Adrianzén Castillo
- 100. Víctor Freundt Rosell

## La Constitución de 1979
El proyecto de Constitución se elaboró en la Comisión Principal, presidida por Luis Alberto Sánchez, que era a la vez el vicepresidente de la Asamblea. El debate constitucional comenzó en abril de 1979. Los legisladores concluyeron su trabajo aprobando y promulgando la nueva Constitución el 12 de julio de 1979. Haya de la Torre, ya muy enfermo, la firmó en su lecho de moribundo, en su residencia de Villa Mercedes. Menos de un mes después falleció, y sus exequias constituyeron un gran acontecimiento, que convocaron a multitud de personas. Fue enterrado en su ciudad natal, Trujillo. Su ataúd reposa debajo de una gran roca con la frase "Aquí yace la luz".

### Innovaciones
Las principales innovaciones de esta Constitución, al comparársela con su antecesora, fueron las siguientes:
- El Presidente de la República, los dos vicepresidentes y los miembros del Congreso (diputados y senadores) serían elegidos conjuntamente cada cinco años en elecciones generales (se abolieron las anteriores renovaciones parlamentarias por tercios o mitades y se disminuyó el mandato presidencial de seis a cinco años).
- Instauró la segunda vuelta en las elecciones para presidente de la República, en caso de no alcanzar más de la mitad (el 50% más uno) de los votos válidamente emitidos.
- Reforzó la autoridad del Presidente de la República. Este podía observar «en todo o en parte» los proyectos de ley aprobados en el Congreso y podía disolver la Cámara de Diputados si ésta censuraba a tres consejos de ministros. Podía también conceder indultos y conmutar penas. Se le otorgó también mayor poder en materia presupuestal, lo cual le permitió una mayor capacidad de implementar sus políticas.
- Corrigió los excesivos poderes parlamentaristas contemplados en la Constitución de 1933.
- Limitó la pena de muerte solo para casos de traición a la patria en guerra exterior. Quedó así abolida para delitos de homicidio calificado y otros contemplados en la ley.
- Estableció la ciudadanía para todos los peruanos a partir de los 18 años (antes, la edad mínima era de 21 años).
- Se derogó la restricción al voto de los analfabetos.
- Se derogó el artículo 213 de la anterior constitución que legitimaba los golpes de Estado por parte de militares.
- Contempló el derecho de insurgencia (obviamente, para defender el orden constitucional y no para alterarlo o quebrantarlo).
- Creó el Tribunal de Garantías Constitucionales, como órgano de control de la Constitución.
- En el aspecto económico, las reglas básicas serían la economía social de mercado, el pluralismo empresarial y la libertad de comercio e industria.

### Inicio de vigencia
La autógrafa de la Constitución fue llevada a Palacio de Gobierno, presumiblemente para fines de publicación, pero el gobierno militar lo devolvió con observaciones. Estas fueron rechazadas por la Asamblea por unanimidad. No obstante, el gobierno militar respetó y aplicó fielmente las disposiciones transitorias de la Constitución para el proceso electoral de 1980, en donde resultó elegido presidente constitucional de la República el arquitecto Fernando Belaúnde Terry. Este puso el cúmplase a la Constitución de 1979 el 28 de julio de 1980, y dispuso su publicación en el diario oficial El Peruano.

### Derogación
En 1992, el Congreso Constituyente Democrático convocado por el gobierno   de Alberto Fujimori luego del autogolpe de 1992 derogó la Constitución de 1979, reemplazándola con la Constitución de 1993. Hay que destacar que en su artículo 307, la Constitución de 1979 dejaba establecido que no perdía su vigencia aun cuando fuese derogada «por cualquier otro medio distinto del que ella misma dispone». Esto ha llevado a que muchos sostengan que la Constitución de 1993 tiene un origen ilegal, al haber sido impuesta sin seguir los mecanismos de reforma constitucional contemplados en la Constitución de 1979.

## Acontecimientos relacionados
Durante el proceso de redacción de la nueva Carta Magna, el 5 de diciembre de 1978 se realizó en la Asamblea Constituyente la primera manifestación pública de la diversidad sexual en Perú, cuando un grupo de travestis y personas trans bajo el liderazgo de Francis Day, Damonett y Giselle se reunieron con el asambleísta Lauro Muñoz (PPC) en donde presentaron diversas demandas de la diversidad sexual, las cuales finalmente no fueron acogidas.